# Yanci
Yanci (oficialmente en euskera: Igantzi) es una villa y un municipio español de la Comunidad Foral de Navarra, situado en la Merindad de Pamplona, En la comarca de Cinco Villas y a 70,4 km de la capital de la comunidad, Pamplona. Su población en 2024 fue de 591 habitantes (INE).
La villa está rodeada de prados cercados, cultivos y helechales. Sin entrar al pueblo y en dirección a la vecina Aranaz se puede ver la ermita de San Juan Xar cuyo interior es una cueva y que está enclavada en la reserva natural de San Juan Xar caracterizada por la existencia de la especie arbórea del carpe (Carpinus betulus) y una fuente de agua medicinal. En su término municipal se incluyen también los barrios de caseríos de Berrizaun, Frain, Irisarri, Unanua, Elusta, Piedadeko Gaina y Sarrola. Una de las mejores vistas de la localidad se puede admirar desde la ermita de Nuestra Señora de la Piedad que está en la parte alta del pueblo y adosada al cementerio. Entre las casonas del pueblo se alza la iglesia de San Miguel Arcángel.
Su término municipal tiene una superficie de 16,634 km² y limita al norte con el municipio de Lesaca, al sur con el de Sunbilla, al este con el de Echalar y al oeste con el de Aranaz.

## Toponimia
Es mencionada por primera vez en un texto escrito en 1366 bajo el nombre de Eançi. En el siglo XVII aparece ya bajo su denominación actual de Yanci (1644), aunque contemporánea de esta es también la forma Yanzi. Un poco anteriores son las formas intermedias Yançi (1603) e Ihanzi (1617). 
Basándose en el nombre más antiguo conocido de la localidad y comparándolo con la evolución de otros topónimos navarros, el filólogo Alfonso Irigoyen propuso un hipotético topónimo original Eiantzi que hubiera evolucionado a Eantzi y posteriormente de la manera que ya está documentada históricamente. En cualquier caso es un nombre de oscura etimología y de significado desconocido. Mikel Belasko incide en su obra en que son varios los topónimos navarros que acaban en el sufijo -(t)zi que tienen una etimología difícil.
El nombre en lengua vasca de la localidad es Igantzi, que surge a partir de las formas documentadas del siglo XVII con la aparición de la denominada g antiyod por un lado y por otro el mantenimiento de un sonido similar al representado antiguamente en la grafía castellana por la ce cedilla que actualmente en vasco se transcribe como tz. Dado que el municipio pertenece a la zona vascófona de Navarra desde el 31 de enero de 1989 (Decreto Foral 16/1989, de 19 de enero) el municipio se denomina oficialmente por su nombre vasco: Igantzi.

## Geografía

Situación del municipio de Yanci en Navarra.

Integrado en la comarca de Cinco Villas, se sitúa a 60 kilómetros de Pamplona. El término municipal está atravesado por la carretera N-121-A (Pamplona-Irún) y por carreteras locales que permiten la comunicación con Lesaka y Aranaz.
| Noroeste: Lesaca       | Norte: Lesaca | Nordeste: Echalar |
| Oeste: Lesaca y Aranaz |               | Este: Echalar     |
| Suroeste: Aranaz       | Sur: Sunbilla | Sureste: Sunbilla |

El relieve del municipio está por un terreno montañoso por el que discurre encajonado el río Bidasoa, que recibe los aportes de algunos arroyos. La altitud oscila entre los 682 metros al sur (pico Apaola), en el límite con Sunbilla, y los 60 metros a orillas del Bidasoa. El pueblo se alza a 208 metros sobre el nivel del mar.  

## Demografía
Yanci cuenta con una población de 591 habitantes (INE 2024).
| Gráfica de evolución demográfica de Igantzi entre 1842 y 2021 |
| |
| Población de derecho según los censos de población del INE Población de hecho según los censos de población del INEEn estos censos se denominaba Yanci: 1842, 1857, 1860, 1877, 1887, 1897, 1900, 1910, 1920, 1930, 1940, 1950, 1960, 1970 y 1981 |

## Administración y política
| Mandato    | Nombre del alcalde              | Partido político |
| ---------- | ------------------------------- | ---------------- |
| 2003-2007  | Jesús María Begino Garro        | Herri Taldea     |
| 2007-2011  | Iñaki Goienetxe Zubieta         | NaBai            |
| 2011- 2016 | María Lourdes Ibarluzea Irureta | Herri Taldea     |
| 2016-      | Juankar Unanua Navarro          | Junta gestora    |

## Monumentos

### Monumentos religiosos

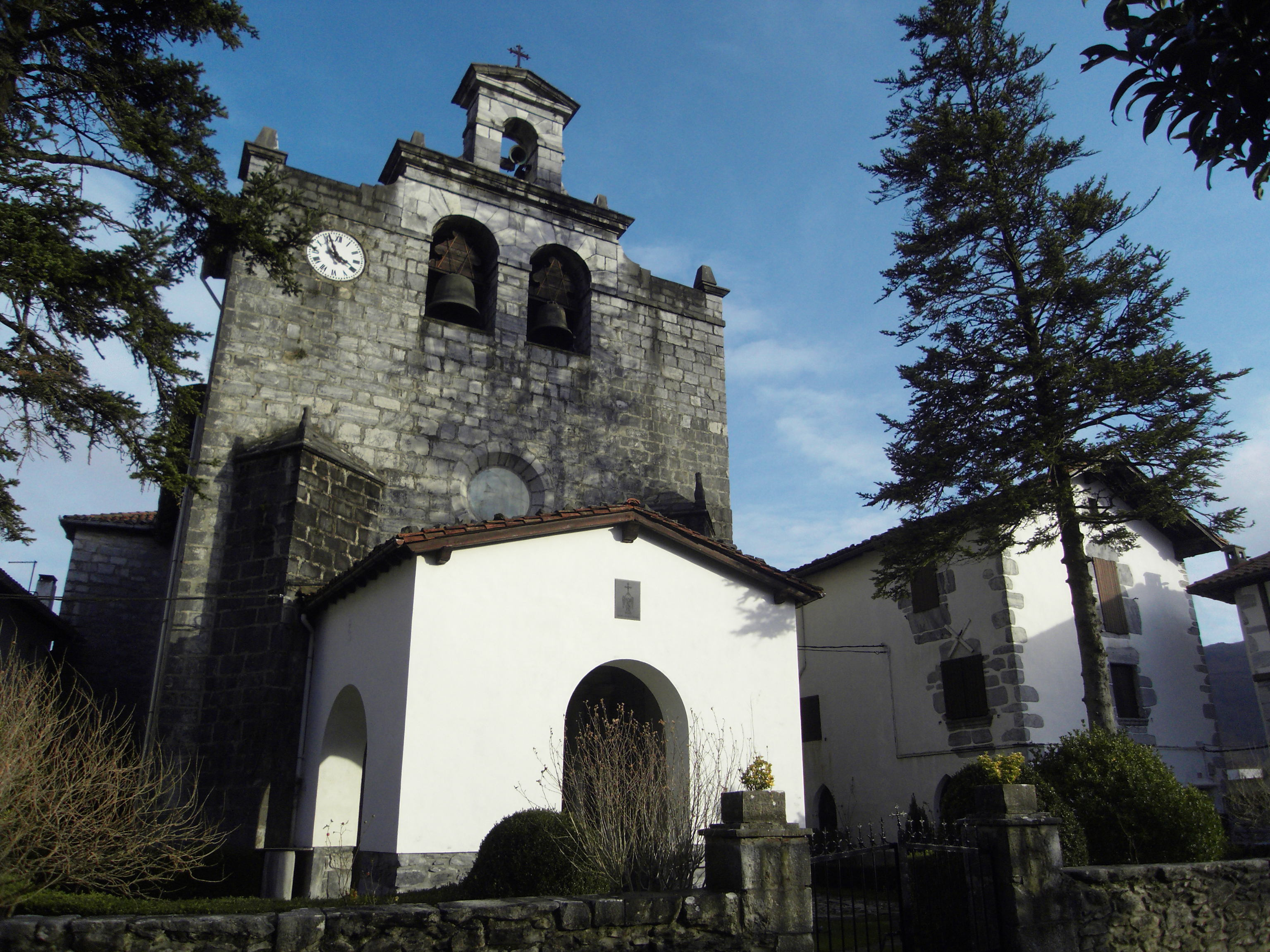
Iglesia de San Miguel Arcángel.

Iglesia de San Miguel Arcángel, del siglo XVI, de estilo gótico tardío. Durante el siglo XVIII se añadieron a la planta cuadrada original los brazos, dando lugar a la planta actual. El retablo data del siglo XVII y aunque originariamente no tenía torre y la actual data del año 1940.
Ermita de Nuestra Señora de la Piedad, del siglo XVI localizada en el alto de Piedad, en la carretera hacia Lesaka. A mediados del siglo XX se hicieron grandes reformas y se colocó un pequeño campanario. A destacar la fachada original de piedra, donde figura la fecha de 1554, en letra gótica. La fiesta se celebra el día de la virgen en septiembre.
Ermita de San Juan Bautista, ubicada en las inmediaciones del río Latsa. Se trata de una cueva excavada en la roca, con tres fuentes en la parte baja. A estas fuentes se les atribuye propiedades curativas. También destaca el carpe (Carpinus betulus), especie protegida, por lo que en 1987 se declaró Reserva Natural.